# Matayba stenodictya
Matayba stenodictya är en kinesträdsväxtart som beskrevs av Ludwig Radlkofer. Matayba stenodictya ingår i släktet Matayba och familjen kinesträdsväxter. Inga underarter finns listade i Catalogue of Life.